# Пословка (населённый пункт)
Пословка — разъезд в Мокшанском районе Пензенской области. Входит в состав Нечаевского сельсовета.

## География
Находится в центральной части Пензенской области на расстоянии приблизительно 19 км по прямой на запад-северо-запад от северо-западной окраины областного центра города Пенза.

## История
Известен с 1979 года. В 2004 году 5 хозяйств.

## Население
Численность населения: 28 человек (1979 год), 28 (1989), 19 (1996). Население составляло 15 человек (русские 100 %) в 2002 году, 7 в 2010.